# HP.52 Hampden

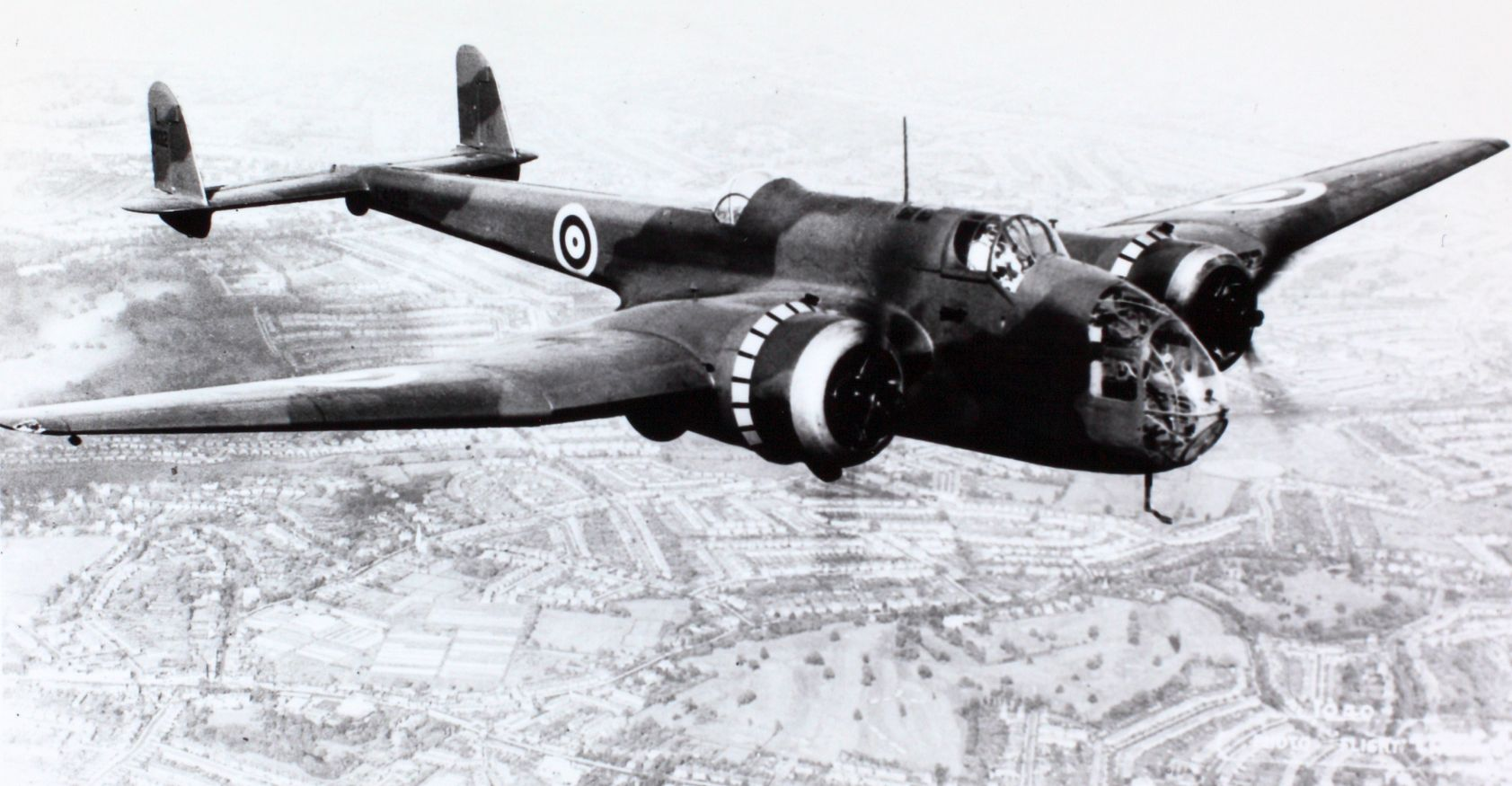
HP.52

Handley page Hampden ou HP.52 foi um bombardeiro quadrimotor da RAF. Participou da Segunda guerra Mundial, afundando Navios.